# Eva Bublová
Eva Bublová ml. (* 1976) je česká varhanice a cembalistka.

## Studium
Studovala nejprve u Jaroslavy Potměšilové (varhany) dále na Pražské konzervatoři u Evy Boguniové (klavír) a u Josefa Popelky (varhany). Na Hudební fakultě AMU pokračovala na Katedře klávesových nástrojů ve varhanní třídě Jaroslava Tůmy a cembalové třídě Giedré Lukšaité Mrázkové. Absolvovala také Conservatoire National Supérieur v Lyonu u Jeana Boyera. Zúčastnila se mnoha kurzů u významných varhaníků (Lorenzo Ghielmi, Jean-Claude Zehnder, Martin Sander, Ludger Lohmann, Ewald Kooiman, Michel Bouvard, Olivier Latry).

## Ocenění
- Mezinárodní interpretační soutěž Pražského jara 1999
- Mezinárodní varhanní soutěž Gottfrieda Silbermanna Freiberg 2001
- Royal Bank Calgary International Organ Festival and Competition 2002
- Joseph Fux Orgelwettbewerb 2005
- Concorso Organistico internazionale “Francesco Onofrio” 2006

## Pedagogická činnost
Od roku 2021 vyučuje varhany na Pražské konzervatoři.  
V minulosti působila na Gymnáziu a Hudební škole hl. m. Prahy, na Konzervatoři v Českých Budějovicích a Konzervatoři v Teplicích. 

## Nahrávky
V roce 2005 vydala CD Les Fresques  se skladbami K. Slavického, B. A. Wiedermanna,  C. Francka a Ch. M. Widora. 
Pořídila řadu nahrávek pro český, slovenský, rakouský a lucemburský rozhlas.

## Ostatní činnost
Byla varhanicí francouzské farnosti v Praze a v kostele Nejsvětějšího Salvátora v pražském Klementinu. 